# 1827 en santé et médecine
| Années de la santé et de la médecine : 1824 - 1825 - 1826 - 1827 - 1828 - 1829 - 1830    |
| Décennies de la santé et de la médecine : 1790 - 1800 - 1810 - 1820 - 1830 - 1840 - 1850 |

Cet article présente les faits marquants de l'année 1827 en santé et médecine.

## Événements
- Le chirurgien irlandais Robert Adams décrit pour la première fois la maladie cardiaque connue sous le nom de syndrome d'Adams-Stokes[1].
- Le médecin britannique Richard Bright décrit la maladie qui porte son nom, une insuffisance rénale chronique et reconnait la corrélation qui existe entre l'albuminurie et certaines lésions rénales[2].

## Prix
- Prix Montyon : Pierre Joseph Pelletier et Joseph Bienaimé Caventou pour la découverte de la quinine.
- Médaille Copley : William Prout (1785-1850), pour un article sur la composition de substances alimentaires simples[3].

## Naissances

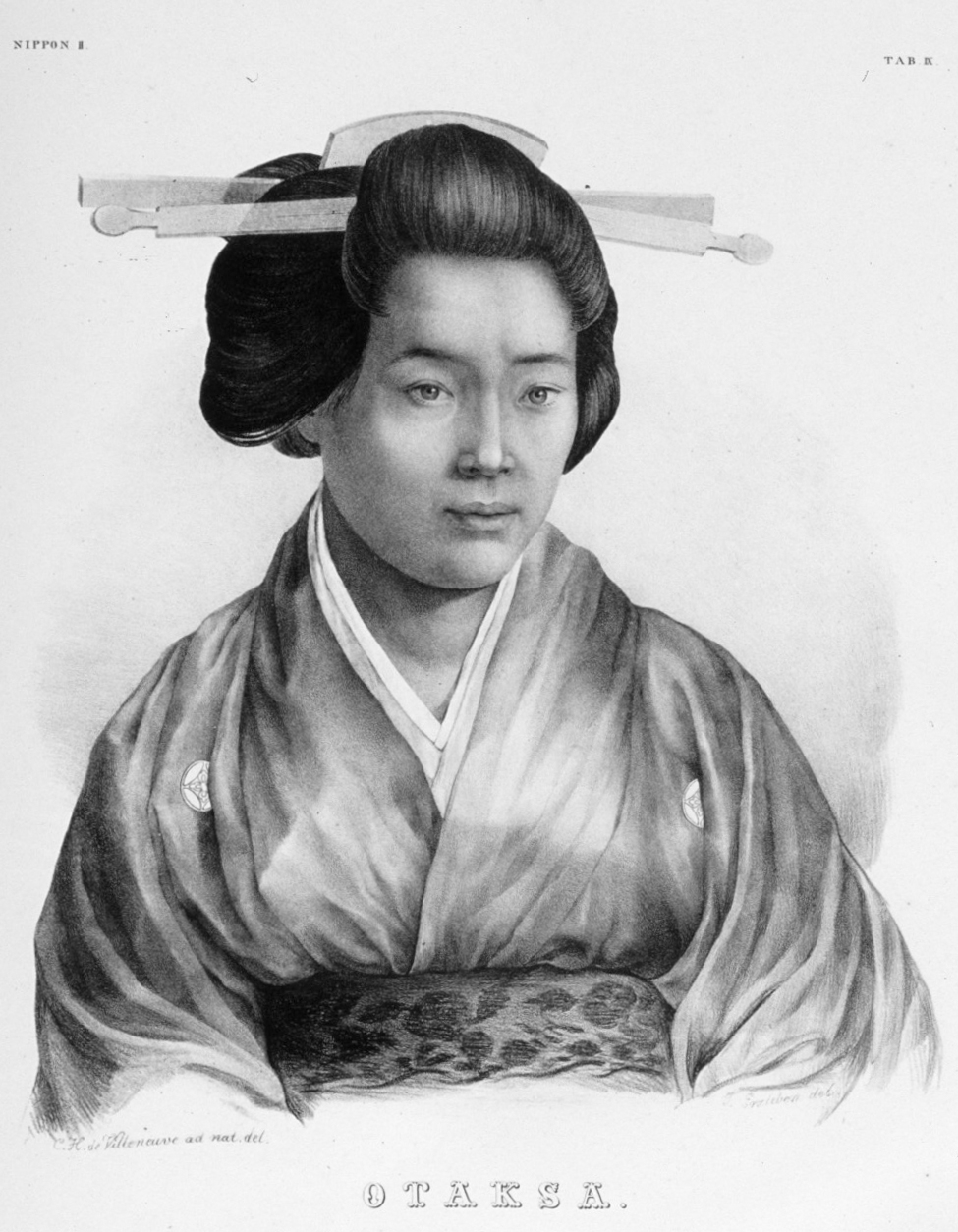
Kusumoto Otaki
Mère de Kusumoto Ine

- 5 avril : Joseph Lister (mort en 1912), chirurgien britannique, pionnier de l'antisepsie dans la chirurgie opératoire.
- 19 avril : Daniel Hack Tuke (mort en 1895), psychiatre anglais[4].
- 10 mai : Kusumoto Ine (morte en 1903), première femme médecin du Japon, fille de Kusumoto Otaki et Philipp Franz von Siebold.
- 1er juillet :
  - Edmond-Léonce Hiffelsheim (mort en 1865), médecin français, connu pour ses recherches sur l'électrothérapie.
  - Pierre Émile Mahier (mort en 1878), médecin français.
- 27 septembre : Giuseppe Albini (mort en 1911), médecin et physiologiste italien.
- 25 octobre : Marcellin Berthelot (mort en 1907), chimiste, organicien, pharmacologue et biologiste français.

## Décès
- 2 avril : Ludwig Heinrich Bojanus, (né en 1776), médecin et naturaliste allemand[5].